# Quý tôn Cường
Quý tôn Cường (chữ Hán: 季孫强, ?-?) tức Quý Chiêu tử (季昭子), là vị tông chủ thứ 8 của Quý tôn thị, một trong Tam Hoàn của nước Lỗ dưới thời Xuân Thu trong lịch sử Trung Quốc.
Ông tên thật là Cơ Cường, con của Quý tôn Phì, thủ lĩnh thứ 7 của họ Quý. Năm 467 TCN, Quý tôn Phì mất, Quý tôn Cường thế tập.
Sau không rõ Quý tôn Cường mất năm nào. Sau khi ông mất, con ông là Phí Huệ công thế tập.